# Don Herold
Don Herold (9 de julho de 1889 - 1 de junho de 1966) foi um humorista, escritor, ilustrador e cartunista estadunidense.

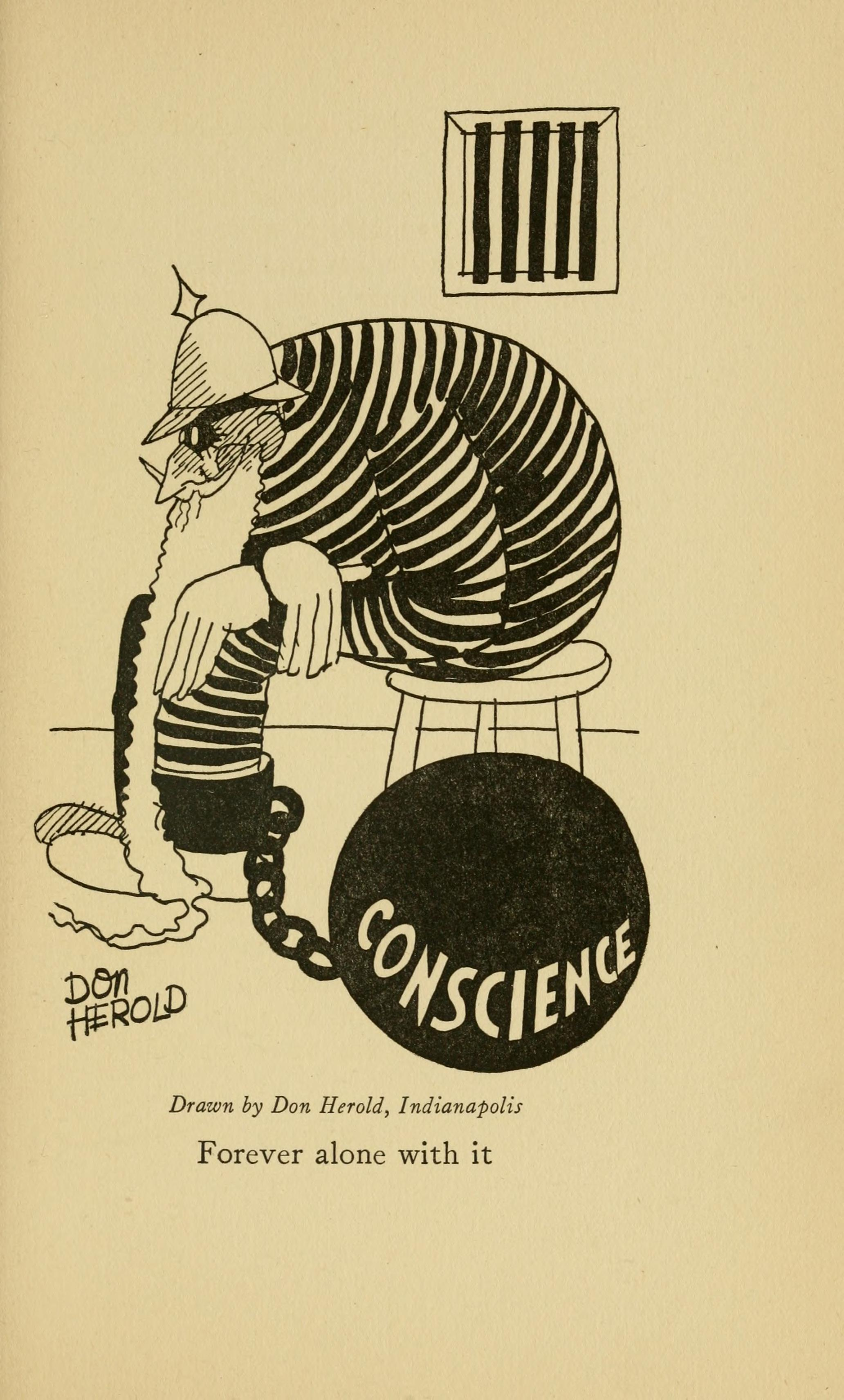
Conscience, cartoon Don Herald, em "Long live the Kaiser"-! Texto e desenhos do American press humorists (1917).